# Diego Sinagra
Diego Armando Sinagra (Napels, 20 september 1986), beter bekend onder zijn voetbalnaam Diego Maradona Junior, is een Argentijns-Italiaans voetballer. Hij staat bekend als het buitenechtelijke kind van de legendarische voetballer Diego Maradona.
Voorheen gold Dieguito als een veelbelovend talent van onder meer SSC Napoli, Genoa 1893 en Italië onder 17, maar na een moeizame carrière ging hij verder als succesvol strandvoetballer.

## Carrière

### Voetbal
Diego Sinagra is de buitenechtelijke zoon van de Argentijnse voetballer Diego Armando Maradona, die in zijn periode als voetballer een affaire had. In 1993 werd hij na een DNA-test, door de rechtbank volgens de wet erkend als de zoon van Maradona.
Sinagra speelde jarenlang in het jeugdteam van SSC Napoli, de club waarmee zijn vader twee  titels behaalde evenals de UEFA Cup in 1989. Sinagra was amper veertien jaar oud toen hij werd opgeroepen bij het Italiaans elftal onder de 17 jaar. De rechtsbenige speler werd gezien als een groot talent.
In 2003 werd hij door de financiële crisis gedwongen om Napoli te verlaten. Mediaberichten suggereerden dat er diverse clubs geïnteresseerd waren in de speler, waaronder SL Benfica, Blackburn Rovers en Dunfermline Athletic. Bij de laatste club kwam Dieguito langs op proef. Daar maakte hij veel indruk op het bestuur. De technisch directeur Jim Leishman prees de jonge speler om zijn talent. Toch ging Sinagra niet in op de aanbieding.
Nadat het een tijd stil was rond de jonge speler doken er in de media berichten op waarin Sinagra gezegd zou hebben de overweging te hebben gemaakt te stoppen met voetballen. In een interview vertelde Maradona jr. duidelijk dat zijn achternaam geen belasting voor hem is en hij onder zware omstandigheden een rustig persoon blijft. In 2004 accepteerde hij een aanbod van de Italiaanse voetbalclub Genoa 1893, waar hij gestald werd bij de jeugd. In 2005 werd hij gehaald door ASD Cervia, een club die uitkomt in de Serie D. Hier speelde hij enkele wedstrijden, maar de club werd opgekocht door een televisiezender en vormde de basis voor een nationale realityshow, waar de spelers elke minuut van de dag te volgen waren. Hierop besloot hij te vertrekken bij de club.
Na een tijd zonder club te hebben gezeten, keerde hij terug naar zijn geboorteplaats Napels om te spelen bij Inter Napoli, een club die uitkomt in de Serie D. In 2008 koos de voetballer voor een carrièreswitch en ging verder als strandvoetballer bij ASD Mare di Roma.

### Strandvoetbal
In 2008 gaat Diego Sinagra als strandvoetballer aan de slag bij ASD Mare di Roma, dat uitkomt op het hoogste nationale niveau. Bij de Romeinen blijkt Diego algauw een begaafd speler: in 8 wedstrijden scoort hij 14 keer. Door zijn goede spel wordt Sinagra in 2008 zelfs door de bondscoach uitgenodigd voor het Italiaans strandvoetbalelftal.
In 2009 wordt Sinagra overgenomen door APS Napoli Patron, de strandvoetbalclub van zijn geboorteplaats Napels. Hoewel hij met zes doelpunten in acht wedstrijden minder doeltreffend is dan het voorgaand seizoen, heeft Dieguito wel een prijs te pakken: de speler wordt landskampioen met Napoli in de Serie A.
Zijn grote droom is om ooit eens in Camp Nou, het stadion van FC Barcelona, te mogen voetballen, net als zijn legendarische vader ooit deed.

## Erelijst
ASD Quarto
- Winnaar Play-offs Eccellenza: 2007

 APS Napoli Patron
- Serie A: 2009